# Acupalpa divisa
Acupalpa divisa är en tvåvingeart som beskrevs av Walker 1850. Acupalpa divisa ingår i släktet Acupalpa och familjen stilettflugor. Inga underarter finns listade i Catalogue of Life.